# Jeunes malgaches déterminés
Jeunes Malgaches Déterminés (malgache : Tanora Malagasy Vonona, TGV), est un parti politique à Madagascar,. Il est fondé par l'actuel Président de la république de Madagascar, Andry Rajoelina, afin de le soutenir dans l'élection municipale à Antananarivo en 2007,.
Le terme TGV est également une référence au surnom d'Andry Rajoelina, le train à grande vitesse français TGV.
Il est le principal rival de gauche du parti de droite Tiako I Madagasikara et détient la majorité à l'Assemblée nationale à l'issue des élections législatives malgaches de 2019.
Depuis 2013, il forme avec un grand nombre de partis la coalition MAPAR (Miaraka Amin'ny Prezidà Andry Rajoelina), devenu Nous tous, ensemble avec Andry Rajoelina en 2019.

## Résultats

### Présidentielles
| Élection | Candidat        | 1er tour  | 1er tour | 2nd tour  | 2nd tour | Resultats |
| Élection | Candidat        | Suffrages | %        | Suffrages | %        | Resultats |
| -------- | --------------- | --------- | -------- | --------- | -------- | --------- |
| 2018     | Andry Rajoelina | 1 954 023 | 39,23    | 2 586 938 | 55,66    | Élu       |
| 2023     | Andry Rajoelina | 2 858 947 | 58,96    |           |          | Élu       |